# 일본국 헌법 제46조
일본국 헌법 제46조(일본어: 日本国憲法第46条)은 일본국 헌법 제4장 "국회"의 조문 중 하나이다. 참의원 의원의 임기에 대해 규정하고 있다.

## 조문
일본국 헌법 제46조
참의원 의원의 임기는 6년으로 하며, 3년마다 의원의 반수를 개선(改選)한다.

## 해설
참의원 의원의 임기는 중의원의 4년보다 긴 6년의 임기를 보장하는 동시에, 3년마다 의원의 절반을 개선(改選)하도록 규정함으로써 의원 신분의 안정을 도모하여 선거 때마다 의원 구성의 변화가 일어나기 쉬운 중의원에 비해 장기적이고 안정적인 활동이 이루어질 수 있도록 하였다.